# Stazione di Cassano Spinola
Stazione di Cassano Spinola vasútállomás Olaszországban, Piemont régióban, Cassano Spinola településen. Az állomás 1916-ban nyílt meg.

## Vasútvonalak
Az állomást az alábbi vasútvonalak érintik:
- Milánó–Genova-vasútvonal

## Kapcsolódó állomások
A vasútállomáshoz az alábbi állomások vannak a legközelebb:
- Stazione di Villalvernia
- Stazione di Stazzano-Serravalle